# RAD Studio
RAD Studioは、エンバカデロ・テクノロジーズ社のDelphi/C++統合開発環境である。同社の代表製品である「Delphi」を中心に、C/C++およびHTML開発機能を備えたRADツールで、フォーム上に各種ソフトウェアコンポーネントやGUIウィジェット（部品）を貼り付けていくスタイルの直感的なユーザインタフェース設計を可能としている。

## 特徴

### 長所
- 単一のコードベース、単一のプロジェクトチームでマルチデバイス (Windows、macOS、iOS、Android、Linux) のサポートが実現できる。
- RAD対応環境であり、かつVisual Basicのようなランタイムライブラリの別途配布も不要（実行ファイルに結合可能）である。

### 短所
- 開発環境としてサポートされるのはWindowsのみ。IntelliJ IDEAやEclipseなどとは違い、macOSやLinuxは使えない。
- ランタイムライブラリを結合すると実行ファイルが大きくなる。

## 歴史

### RAD Studio 以前
Delphi のバージョン 7 で初めて Studio の名称が用いられた。ただしエンバカデロ・テクノロジーズによる再販版では Studio の文言はなくなっている。
その後、Delphi 8、Delphi 2005 を経て、2006 で C++Builder と統合された「Borland Developer Studio」が登場した。これが「RAD Studio」の前身となる。
なお、インストール時のフォルダ名などに見られる RAD Studio の内部バージョンは BDS の通算バージョンである。
| バージョン | 製品                                                                                        |
| ---------- | ------------------------------------------------------------------------------------------- |
| 1.0        | C# Builder 1.0                                                                              |
| 2.0        | Delphi 8 .NET                                                                               |
| 3.0        | Delphi 2005                                                                                 |
| 4.0        | Borland Developer Studio 2006 / Turbo Delphi / Turbo Delphi for .NET / Turbo C++ / Turbo C# |

### RAD Studio 2007
2007年9月6日に 「RAD Studio 2007」（内部バージョン: 5.0）が発表された。
Windows Vista に対応。Delphi 2007 for Win32、C++Builder 2007、Delphi 2007 for .NET が含まれる。

### RAD Studio 2009
2008年12月2日に 「RAD Studio 2009」（内部バージョン: 6.0）が発表された。
Delphi 2009、C++Builder 2009、Delphi Prism 2009 (.NET) が含まれる。

### RAD Studio 2010
2009年8月25日に 「RAD Studio 2010」（内部バージョン: 7.0）が発表された。
Windows 7 に対応。Delphi 2010、C++Builder 2010、Delphi Prism 2010 が含まれる。開発環境をインストールできる OS として Windows 2000 以前はサポートされなくなった。

### RAD Studio XE
2010年9月2日に 「RAD Studio XE」（内部バージョン: 8.0）が発表された。
XE は「Cross Platform Edition」の略である。Delphi XE、C++Builder XE、RadPHP XE、Delphi Prism XE が含まれる。
Starter 版とアカデミック版を除き、旧バージョン (Delphi 7, C++Builder 6, RAD Studio 2007, 2009, 2010) のライセンスが付属するようになった。ただし、RAD Studio 2007 に含まれる Delphi for .NET のライセンスは付属しない。

### RAD Studio XE 2
2011年9月1日に 「RAD Studio XE 2」（内部バージョン: 9.0）が発表された。
Delphi XE2、C++Builder XE2、RadPHP XE2、Prism XE2 が含まれる。新たに FireMonkey フレームワークを導入したことにより、HD や 3D に対応した高品質な UI の設計や、マルチプラットフォームアプリケーションの開発が可能になった。Delphi に Windows 64bit、OS X 用の各コンパイラが追加され、iOS 開発用の Free Pascal (FPC) ツールチェインが用意された。C++Builder にも OS X 用のコンパイラが追加された。また、製品エディションとして Enterprise と Architect の間に Ultimate が追加された。

### RAD Studio XE 3
2012年9月4日に 「RAD Studio XE 3」（内部バージョン: 10.0）が発表された。
Delphi XE3、C++Builder XE3、HTML5 Builder、Prism XE3 が含まれる。Windows 8 に対応。新たに「Metropolis UI」を導入したことにより、タッチ対応、ライブタイルサポートなどを実装した Windows 8 デスクトップアプリケーションの開発が可能になった。ただし WinRT には対応しない。Delphi XE2 にあった FPC ツールチェインによるiOS開発環境は廃止されている。開発環境をインストールできる OS として Windows XP 以前はサポートされなくなった。
2012年12月10日にリリースされた Update 1 により、C++Builder に Windows 64bit 用のコンパイラ (Clang ベース) が追加された。

### RAD Studio XE 4
2013年4月22日に 「RAD Studio XE 4」（内部バージョン: 11.0）が発表された。
Delphi XE4、C++Builder XE4、HTML5 Builder が含まれる。DelphiにiOSデバイス用およびシミュレータ用のコンパイラが追加された。Prism は含まれなくなった。

### RAD Studio XE 5
2013年9月11日に 「RAD Studio XE 5」（内部バージョン: 12.0）が発表された。
Delphi XE5、C++Builder XE5、HTML5 Builder が含まれる。DelphiにAndroid用コンパイラが追加された。
2013年12月11日にリリースされた Update 2 により、C++BuilderにiOSデバイス用のコンパイラ (Clang ベース) が追加された。
アカデミック版にも旧バージョンのライセンスが付属するようになった。

### RAD Studio XE 6
2014年4月16日に 「RAD Studio XE 6」（内部バージョン: 14.0）が発表された。
Delphi XE6、C++Builder XE6、HTML5 Builder が含まれる。Windows 8.1 に対応。C++BuilderにAndroid用コンパイラ (Clang ベース) が追加された。

### RAD Studio XE 7
2014年9月2日に 「RAD Studio XE 7」（内部バージョン: 15.0）が発表された。
Delphi XE7、C++Builder XE7、HTML5 Builder が含まれる。開発環境をインストールできる OS として Windows Vista 以前はサポートされなくなった。

### RAD Studio XE 8
2015年4月7日に 「RAD Studio XE 8」（内部バージョン: 16.0）が発表された。
Delphi XE8、C++Builder XE8、HTML5 Builder が含まれる。DelphiにiOSデバイス用 64bit コンパイラが、C++Builder用にもClangベースのiOSデバイス用 64bit コンパイラが追加された。

### RAD Studio 10 Seattle
2015年9月1日に 「RAD Studio 10 Seattle」（内部バージョン: 17.0）が発表された。
Delphi 10 Seattle、C++Builder 10 Seattle、HTML5 Builder が含まれる。Windows 10 に対応。C++BuilderにClangベースの新しい Win32 用コンパイラが追加された。これにより、Win32 / Win64 でほぼ同一のコードを書くことができるようになった。従来のWin32用コンパイラである BCC32 も引き続き利用することができる。

### RAD Studio 10.1 Berlin
2016年4月20日に 「RAD Studio 10.1 Berlin」（内部バージョン: 18.0）が発表された。
Delphi 10.1 Berlin、C++Builder 10.1 Berlin、HTML5 Builder が含まれる。このバージョンからUltimateエディションが廃止されている。
2016年8月22日以降、DelphiとC++Builderの Starter Edition が 無償で入手できるようになっているが、RAD Studio の Starter Edition は存在しない。ただし、DelphiとC++Builderを同一 IDE 内にインストールすることは可能である。
Update 2 で Windows 10 の Anniversary Update に正式対応したため、Update 2 には「Anniversary Edition」という名称がついている。

### RAD Studio 10.2 Tokyo
2017年3月22日に 「RAD Studio 10.2 Tokyo」（内部バージョン: 19.0）が発表された。
Delphi 10.2 Tokyo、C++Builder 10.2 Tokyo、HTML5 Builder が含まれる。Enterprise 以上の SKU にDelphi用 LLVM エンジンベースの Linux 64ビット (X64) コンパイラが追加された (Ubuntu 16.04 LTS / RedHat Enterprise Linux 7 対応)。
2017年12月13日にリリースされた Release 2 (10.2.2) において、Enterprise 以上の SKU で RAD Server の単一サイト/単一サーバー配置ライセンスが含まれるようになった。

### RAD Studio 10.3 Rio
2018年11月22日に「RAD Studio 10.3 Rio」（コードネーム: Carnival、内部バージョン: 20.0）が発表された。
Professional Edition にあった別売の FireDAC Client/Server Add-on Pack が廃止され、フル機能の FireDAC を利用するためには Enterprise Edition 以上の SKU が必要となった。製品に HTML5 Builder が含まれなくなった。
RAD Server の配置ライセンスが変更になり、Enterprise ではシングルサイト配置ライセンスが、Architect ではマルチサイト配置ライセンスが一つ含まれるようになった。
Delphi 10.3 Rio、C++Builder 10.3 Rio が含まれる。Enterprise 以上の SKU には加えて RAD Server が含まれ、Architect にはさらに Sencha ExtJS Professional および Aqua Data Studio が含まれる。

### RAD Studio 10.4 Sydney
2020年5月27日に「RAD Studio 10.4 Sydney 」（コードネーム: Denali、内部バージョン: 21.0）が発表された。
オンライン/オフラインインストーラが統合された。GetIt パッケージマネージャが強化され、パッケージマネージャ上でパッチが提供されるようになった。
Delphi 10.4 Sydney、C++Builder 10.4 Sydney が含まれる。Enterprise 以上の SKU には加えて RAD Server が含まれ、Architect にはさらに Sencha ExtJS Professional および Aqua Data Studio が含まれる。

### RAD Studio 11.0 Alexandria
2021年9月10日に「RAD Studio 11.0 Alexandria」（コードネーム: Olympus、内部バージョン: 28.0）が発表された。
IDE が高 DPI に対応。フォームデザイナが VCL スタイルを使用してレンダリングできるようになった。
Delphi 10.4 Alexandria、C++Builder 10.4 Alexandria が含まれる。Enterprise 以上の SKU には加えて RAD Server が含まれ、Architect にはさらに Sencha ExtJS Professional および Aqua Data Studio が含まれる。

### RAD Studio 12 Athens
2023年11月8日に「RAD Studio 12 Athens」（コードネーム: Yukon、内部バージョン: 29.0）が発表された。
機能マネージャが刷新されている。
2024年4月5日にリリースされた Release 1 (12.1) において、 エディタの分割が可能となった。
2024年9月13日にリリースされた Release 2 (12.2) において、スマート支援機能 (Smart CodeInsight) と呼ばれる AI LLM 支援機能が追加された。集中してコーディングを行うためのフォーカスモードも導入された。
2025年3月14日にリリースされた Release 3 (12.3) において、初期リリース版 64bit IDE が含まれるようになった。
Delphi 12 Alexandria、C++Builder 12 Alexandria が含まれる。Enterprise 以上の SKU には加えて RAD Server が含まれ、Architect にはさらに Sencha ExtJS Professional および Aqua Data Studio が含まれる。